# Suixiju yinshipu
Das Suixiju yinshipu (chinesisch: 随息居饮食谱; Pinyin: Suíxījū yǐnshípǔ; „Diätetik-Handbuch aus dem Suixi-Wohnsitz“) des Diätetikers und Arztes Wang Shixiong 王士雄 (1808–1867?) ist eine wichtige Quelle zur Geschichte der chinesischen Ess- und Trinkkultur und vor allem der chinesischen Diätetik in der Zeit der Qing-Dynastie.
Darin werden ca. 370 Nahrungsmittel aufgeführt. Das Buch ist 1861 in einem Band (juan) erschienen.

## Verfasser
Der Verfasser stammt der Stadt Haining 海宁 in der Provinz Zhejiang, er lebte später in Hangzhou und Shanghai. Suixi zi (随息子) lautete einer seiner Beinamen (hao), sein Großjährigkeitsname lautete: Wang Mengying (王孟英). Eine nach seinem Studierzimmer Qianzhai benannten Sammlung von fünf medizinischen Werken ist unter dem Titel Wangshi Qianzhai yishu wuzhong (王氏潜斋医书五种) 1914 (?) in Shanghai erschienen. Das hier besprochene Werk ist ebenfalls darin enthalten.

## Kapitelüberschriften
- Wasser und Getränke (shuǐyǐn水饮)
- Getreide-Speisen (gǔshí 谷食)
- Würzung (tiáohé 调和)
- vegetarische Speisen (shūshí 蔬食)
- Früchte u. a. (guǒshí 果食)
- Säugetiere und Geflügel (máoyǔ 毛羽)
- Fische und Schalentiere (línjiè 鳞介).

## Anmerkung zum Buchtitel
Als „Suixi ju“ (随息居) bezeichnete Wang Shixiong selbst seinen Wohnsitz. Das Wort „suíxī 随息“ wird im Han-De yixue da cidian (Chinesisch-Deutsches Wörterbuch der Medizin) folgendermaßen erklärt: „gedanklich der eigenen Atmung folgend – ein Prozeß in Qigong, in dem man für die Gedankenkonzentration seinem eigenen Atemen folgt und es spürt.“

## Alte Drucke und neue Ausgaben
Das Buch wurde 1861 zum ersten Mal in Shanghai gedruckt. Es ist in der kulinarischen Buchreihe Zhongguo pengren guji congkan des Verlages Zhongguo shangye chubanshe enthalten, Peking: Zhongguo shangye chubanshe 1985, kommentiert und erklärt von Zhou Sanjin (周三金).